# Clase Nautilus
La clase Nautilus fue una pareja de cruceros ligeros diseñados para operaciones de minado. El Nautilus fue puesto en grada en 1905 y completado en 1907, y el Albatross fue puesto en grada en 1907 y completado el mismo año. Ambos buques fueron construidos por el astillero AG Weser de Bremen.

## Diseño
Los buques de la clase Nautilus estaban equipados con ocho cañones de 88 mm SK L/45. Estos cañones disparaban proyectiles de 10 kg con una velocidad inicial de 650 m/s. Los cañones tenían una elevación máxima de 25 grados, que les permitían lanzar el proyectil a una distancia máxima de 9600 m. Estos buques también portaban 200 minas.